# Willem van Dam
Willem van Dam (Amersfoort, 1596 - Leiden, 1673) was een remonstrant die in 1618, samen met zijn broer Peter, uitweek naar Holstein en daar Friedrichstadt aan de Eider stichtte.
Hij was de kleinzoon van Trijn van Leemput. In 1626, met het overlijden van stadhouder Maurits, veranderde de politieke situatie, en keerden de Van Dams terug. In 1629 werd Willem burgemeester van Amersfoort. Toen de stad op 13 augustus werd belegerd door Ernesto en zijn neef Raimondo Montecuccoli leverde Van Dam Amersfoort een dag later uit.
In augustus 1629 viel Montecuccoli, die het opperbevel over het keizerlijk leger had, met zijn troepen de Veluwe binnen. De keizer van het Heilige Roomse Rijk had Spanje ongeveer 17.000 man troepen beschikbaar gesteld. Het plan was via Amersfoort naar Holland op te trekken en de aandacht van de stadhouder te trekken die bezig was met zijn Beleg van 's-Hertogenbosch. Op 13 augustus werd het stadje aangevallen. Het stadje capituleerde een dag later en Raimondo zou als eerste de stad binnen zijn gestapt. Als antwoord hierop stuurde stadhouder Frederik Hendrik de compagnieën van Ernst Casimir, voornamelijk ruiters, vanuit 's-Hertogenbosch naar de Veluwe. De stadhouder Frederik Hendrik vermeed een confrontatie met Montecucculi, aangezien hij die zou verliezen.
Hij werd veroordeeld en levenslang verbannen, maar de Staten van Utrecht wijzigden het vonnis in 1631. In 1635 werd hij opnieuw burgemeester en zou dat in totaal nog elf keer zijn. In 1648 werd hij lid van de Staten-Generaal der Nederlanden. In het Rampjaar vluchtte hij met zijn tweede vrouw Johanna, dochter van Rombout Hogerbeets, naar Leiden.
Zijn zoon Pieter van Dam was advocaat bij de VOC en secretaris van de Heren XVII